# 康天保
康天保（1949年9月—），男，汉族，广西灵川人，中共党员，中华人民共和国政治人物。

## 人物经历
1987年10月，康天保出任中共资源县委副书记、第九届县人民政府县长，1993年11月，转任中共灵川县委书记，成为家乡的父母官，期间，因政绩突出于1995年获得中共中央组织部表彰为“全国优秀县委书记”。
1995年9月，升任桂林市人民政府副市长。2002年11月，转任广西壮族自治区旅游局局长；并于2008年10月退居二线，任广西壮族自治区旅游局巡视员，2009年11月，卸任退休。